# Mijn vriend Sukarno
Mijn vriend Sukarno is een in 1995 verschenen boek over Soekarno, de eerste Indonesische president. Het is geschreven door de Nederlandse journalist, schrijver en Indonesië-kenner Willem Oltmans. Puttend uit zijn dagboek en zijn memoires, waarvan enkele delen ook in druk waren verschenen, beschrijft Oltmans met begrip en sympathie zijn herinneringen uit de periode 1956-1966 aan de in 1970 overleden Soekarno, de strijder tegen het Nederlandse kolonialisme in Nederlands-Indië die in eigen land wordt geëerd als een vader des vaderlands. In Nederland werd de staatsman echter vanwege zijn politieke houding tijdens en na de Indonesische Onafhankelijkheidsoorlog lange tijd gezien als een vijand.
In de door Oltmans beschreven periode werd Sukarno met name sinds 1958 geconfronteerd met een groeiende binnenlandse controverse tussen het leger en de Partai Kommunis Indonesia (PKI) en vond ook de bloedige generaalscoup of Kudeta van 1965 plaats, waarna het bewind van Soekarno uiteindelijk zou plaatsmaken voor het regime van Soeharto. Oltmans zag hierin een betrokkenheid van de Verenigde Staten, waar omstreeks 1960 het besluit zou zijn genomen het opdringend communisme in Zuidoost-Azië te stoppen, wat ook leidde tot de Vietnamoorlog.
Oltmans had enkele jaren voor het verschijnen van het boek bewijzen verkregen voor het door hem jarenlang geuite vermoeden dat hij sinds hij in 1956 Soekarno ontmoette en hem interviewde stelselmatig in zijn journalistieke carrière was dwarsgezeten en naar eigen zeggen "in de ban gedaan" en "vogelvrij verklaard" door de Nederlandse overheid.

## Context
Behalve over de persoon Soekarno, en zijn pogingen in Indonesië middels een ‘geleide democratie’ politieke stabiliteit te bereiken en de betrekkingen met Nederland te normaliseren, gaat het boek tevens over Oltmans eigen wedervaren sinds dat eerste interview en ook over de verwikkelingen aan het hof van een staatshoofd en geliefde volksleider, die zich geconfronteerd zag met de moeilijke taak na de onafhankelijkheid van Nederland de rust en orde te behouden, terwijl grote buitenlandse mogendheden er de ontwikkelingen argwanend volgden en ook trachtten te beïnvloeden. Met name in de Verenigde Staten rees bezorgdheid om de groeiende invloed van de Partai Komunis Indonesia (PKI) in het land dat een prominente rol ging spelen in de nieuw ontstane Beweging van Niet-Gebonden Landen. Oltmans schrijft terloops over hoe dit leek door te klinken middels spionage-activiteiten en het optreden van vermoedelijke informanten en agenten van buitenlandse inlichtingendiensten en door hem gesignaleerde kuiperijen van "met de CIA collaborerende verraders" aan het presidentieel hof, aan de vooravond van de uiteindelijke generaalscoup Kudeta en de massamoord van 1965-66 waarbij na het definitief aan de kant zetten van Soekarno door militairen en lokale milities grote aantallen (vermeende) leden van de PKI zouden worden gedood.
Oltmans speelde reeds sinds 1959 met het idee van een boek over Soekarno. Dat idee werd bij hem gesterkt door een Indonesische diplomaat, de toenmalige permanente vertegenwoordiger van Indonesië bij de Verenigde Naties Ali Sastroadmidjojo. Die suggereerde dat hij dat dan zou kunnen schrijven in samenwerking met een Indonesische journalist, bijvoorbeeld de beroemde Indonesische journalist, schrijver en dichter Sitor Situmorang (1923-2014). Oltmans schreef hierover zelf: "De vraag, of er een boek over Sukarno moest komen hield me bezig vanaf het moment dat ik mijn eigen ontdekking had gedaan, dat zoals hij was en het verhaal dat in de wereld de ronde deed, weinig of niets met elkaar van doen hadden."

### Joseph Luns
Hoewel het onderwerp van het boek de eerste Indonesiche president Soekarno betreft, loopt als een rode draad door de tekst tevens Oltmans' misnoegen over de door hem ervaren obstructie door de Nederlandse overheid sinds zijn eerste interview met deze staatsman en een diep gekoesterde wrok jegens de toenmalige minister van Buitenlandsze Zaken Joseph Luns (KVP), die hij als de kwade genius achter die tegenwerking beschouwde.

## Voorwoord van het boek
In het voorwoord vermeldde Oltmans over de titel dat hij ooit van de schrijver Jef Last een exemplaar kreeg van diens in 1966 verschenen boek Mijn vriend André Gide. Destijds verschilde hij met Last van mening over de vraag  of het in de journalistiek eigenlijk wel gepast was vrienden te maken.
Ook in het voorwoord schreef Oltmans: "Zelfs honderd jaar na zijn geboorte en een kwart eeuw nà zijn dood, blijft het een hachelijk avontuur een boek over president Sukarno, onze aartsvijand nummer één, te schrijven. Men gelooft iets over hem te kunnen zeggen of denken, maar men weet in feite niets van de man. Men is zich niet bewust belangrijke ingrediënten van informatie niet ter beschikking te hebben, waardoor het hebben van een uitgesproken mening niet gerechtvaardigd is. Emoties vertekenen de realiteit. Hardnekkige verzinsels hebben jarenlang de waarheid en de feiten over de stichter van de Indonesische Republiek moeten verdoezelen. Hij was uiteindelijk de onbetwiste overwinnaar en wij hebben ons als miserabele verliezers gedragen." Oltmans beroemde zich erop de enige van zijn generatie (Nederlandse) journalisten te zijn geweest die wèl op hem afstapte, om informatie uit de eerste hand te verzamelen, "met de bedoeling een betekenisvolle mening te vormen".

## Inhoud van het boek

### 1956
Het boek begint met het hoofdstuk Rome (1956) waarin Oltmans zijn kennismaking met Soekarno beschrijft: een ontmoeting die een keerpunt zou zijn in zijn leven en loopbaan. Nadat hij op de redactieburelen van het Algemeen Handelsblad had gewerkt, werd hij correspondent voor dagblad De Telegraaf. Daar werd hij geacht zich te richten op verslaggeving over Italië en het Vaticaan. Hij werd echter in 1956 de eerste Nederlandse journalist die als correspondent in Rome het Indonesische staatshoofd tijdens zijn eerste staatsbezoek aan een Europees land benaderde voor een interview. Daarmee sloeg hij de instructies van zijn eigen hoofdredacteur Stokvis van De Telegraaf in de wind en riep hij de gramschap van de toenmalige minister van Buitenlandse Zaken Joseph Luns over zich uit. Oltmans zelf verklaarde later over zijn benaderen van Soekarno, onder verwijzing naar een belangrijk journalistiek beginsel: "Ik dacht net als iedereen in Nederland dat het een rotvent was, maar op het Handelsblad leerde ik hoor en wederhoor toe te passen."
In het hoofdstuk Bonn (1956) beschrijft Oltmans, ofschoon correspondent te Rome, hoe hij na het inleveren van zijn kopij over die eerste ontmoeting bij de redacteur van het weekblad Elsevier die daarin als enige Nederlandse publicatie wel geïnteresseerd bleek, Soekarno achterna reisde tijdens diens daaropvolgend staatsbezoek aan de Bondsrepubliek Duitsland en het met de Indonesische president gelegd contact voortzet en met diens gevolg ¨meelift´. Een poging verder met hem en zijn gevolg mee te liften tijdens diens daaropvolgend bezoek aan de Sovjet-Unie bleek echter niet mogelijk, omdat hem een visum voor dat land werd geweigerd.
Oltmans kwam in contact met de Groep Rijkens, een gezelschap ondernemers rondom Paul Rijkens, voormalig functionaris bij het Unilever-concern, en Emile van Konijnenburg die betrokken was geweest bij de oprichting van de Indonesische luchtvaartmaatschappij Garuda Indonesia. Van 1956 tot 1961 zou Oltmans met deze lobbygroep samenwerken. Hij besloot naar Indonesië af te reizen en correspondent te Jakarta te worden voor een drietal Nederlandse kranten: de Nieuwe Rotterdamse Courant, het Algemeen Handelsblad en Het Vaderland.
Op 31 december 1956 bezocht Oltmans te Jakarta de presentatie en troepeninspectie van het Indonesisch detachement van United Nations Emergency Force I (UNEF I), de door Verenigde Naties uitgezonden vredesmacht naar het Suezkanaal, Egypte en Gaza, dat moest toezien op de daar bereikte wapenstilstand na de Suezcrisis. Hij werd onder de daar aanwezige buitenlandse pers door Soekarno herkend en door hem op het presidentieel paleis uitgenodigd.
Hierop ontstond een jarenlange vriendschap met het Indonesisch staatshoofd en diens gezin. De door de president met "Wim" aangesproken Oltmans was vaak gast in het presidentieel paleis. Hij werd opgenomen in de rombangan, de presidentiële reisgroep, reisde met Soekarno mee door het land om diens toespraken bij te wonen.

### 1957
In 1957 werd Oltmans op de protocollijst van het paleis gezet en hij zou tot september van dat jaar alle reizen van de president door zijn land meemaken, waarbij hij ook bij door hem toegesproken massabijeenkomsten (rapat raksasa) aan het publiek werd gepresenteerd en geprezen, wat bedoeld kon zijn om anti-Nederlandse gevoelens in het land te bedaren. Ook kon hij meevaren aan boord van het regeringsjacht ms. 'Djadajat'.  Soekarno werd destijds een belangrijke leider in de Beweging van Niet-Gebonden Landen.
Een lastig obstakel voor een normalisering van de betrekkingen met Nederland vormde echter het Irian-Barat-vraagstuk. De toenmalige Nederlandse regeringen weigerden Nederlands-Nieuw-Guinea (West-Irian) op te geven, het nog steeds als overzees gebiedsdeel aangemerkt deel van de oude kolonie waarop Indonesië aanspraak maakte. Deze kwestie bleef een heet hangijzer, tot Nederland onder druk van de internationale gemeenschap en een dreigende oorlog in 1962 het gebied alsnog de facto aan Indonesië overdroeg. Oltmans was de overtuiging toegedaan dat hij hierbij achter de schermen een belangrijke rol had gespeeld. Naar eigen zeggen beging hij, ofschoon journalist, het pad van de 'stille diplomatie'.
Begin 1957 was Oltmans opsteller en een van de ondertekenaars van de Petitie Drost, een verzoek gericht aan het Nederlands parlement van een aantal Nederlanders in Indonesië, waaronder hoogleraren, zakenlieden, planters en geestelijken, waarin omfloerst werd gewezen op de onhaalbaarheid van het vasthouden aan Nieuw-Guinea ten koste van de positie als West-Europese handelsnatie in Zuidoost-Azië. Deze voorzichtige poging het Nederlands buitenlandbeleid om te buigen stuitte in de Nederlandse pers op onbegrip. Commentator Johan Luger, alias Pasquino schreef in dagblad De Telegraaf: ‘Politieke geschillen brachten Johan van Oldenbarnevelt op het schavot. In vroeger tijden was men niet zuinig met de beschuldiging van landverraad.’ Op de petitie werd door geen enkel Kamerlid openlijk gereageerd. Oltmans Nederlandse opdrachtgevers staakten hun band met Oltmans, omdat zij meenden dat hiermee de journalistieke ethiek in het gedrang kwam. Later zou hij erachter komen dat dit een machinatie van minister Luns betrof. Oltmans ging daarna verder als medewerker van het Nederlandstalige Indonesische blad De Nieuwsgier. Voor dat tijdschrift reisde hij in februari 1957 naar New York voor verslaggeving over de bemoeienis van de Algemene Vergadering van de Verenigde Naties met de kwestie Nieuw-Guinea. Op 28 februari 1957 besloot de Politieke Commissie van de Algemene Vergadering wederom een speciale Commissie van Goede Diensten in te stellen die zou helpen het Nederlands-Indonesische geschil te beslechten, zoals in 1947 ook was gebeurd na de Eerste Politionele Actie, zoals de pogingen de onafhankelijkheidsstrijd de kop in te drukken eufemistisch door de toenmalige Nederlandse regering werden betiteld.
Ook bracht hij dat jaar tweemaal een bezoek aan het Indonesisch UNEF 1-detachement dat inmiddels was gestationeerd in de Sinaï-woestijn en de Gazastrook, waarover hij vanuit Caïro eveneens artikelen schreef voor de De Nieuwsgier. Na zijn terugkeer in Nederland trachtte Oltmans ook onder door hem benaderde politici en parlementariërs goodwill te kweken voor Sukarno en beweging te krijgen in de patstelling die leek te zijn ontstaan rond Nieuw-Guinea. Hij vergeleek Den Haag met "het hol van een stuiptrekkende koloniale leeuw".
De betrekkingen tussen Nederland en Indonesië bereikten inmiddels een dieptepunt. In december 1957 werden door Indonesië achtergebleven 44.000 Nederlanders uitgewezen en de rest van het Nederlandse bezit genationaliseerd.

### 1958-1959
In het boek maakt Oltmans ook melding van moordpogingen die op Soekarno werden ondernomen. Daarover vermeldt hij naar aanleiding van een mislukte aanslag in 1958 dat hij 1995 aan een voormalige generaal van de Indonesische militaire inlichtingendienst had gevraagd hoe het kwam dat er wel vijf keer een aanslag op Soekarno was gepleegd, maar nimmer een poging tot moord op Soeharto. De generaal zou daarop hebben geantwoord 'Begrijp je dat niet? Suharto is zelf CIA'. Op 10 juni 1958 verhuisde Oltmans naar New York en trachtte hij daar via een sprekersbureau aan de kost te komen. Wel kon hij nog schrijven voor Vrij Nederland als correspondent over de Verenigde Naties. In 1991 kreeg hij bewijzen in handen dat ook hier getracht werd hem zijn accreditatie te doen ontnemen. Ook had de Nederlandse ambassadeur in Washington in overleg met minister Luns een detectivebureau in New York in de arm genomen om na te gaan ‘hoe Sukarno Oltmans financiert’.

### 1960-1961
In april 1960 nam Oltmans zelf contact op met het Witte Huis over de Nieuw-Guinea-kwestie, met het voorstel daarover te overleggen met Prins Bernhard in plaats van met minister van Buitenlandse Zaken Luns. In juni 1960 benaderde hij in overleg met de nieuwe Indonesische vertegenwoordiger bij de VN Sukardjo Wirjopranoto, banaderde tevens de Nederlandse permanente vertegenwoordiger bij de VN, Carl Schürmann. Hij lichtte hem het standpunt van Indonesië toe, dat aanstuurde op het aannemen van een resolutie van de Algemene Vergadering van de Verenigde Naties over deze kwestie. 
Op 30 september 1960 sprak president Sukarno op de 15e zitting van de Algemene Vergadering zijn beroemd geworden rede uit, To Build the World Anew (Menuju Memori Dunia) . Nadat in januari 1961 John F. Kennedy was beëdigd als president van de Verenigde Staten ontwierp Sukarno een nieuw diplomatiek offensief om de kwestie Nieuw-Guinea zo snel mogelijk uit de wereld te helpen. In april 1961 vond overleg plaats tussen de nieuwe president, eerst met Luns op 10 april 1961, daarna met Soekarno op 24 april 1961, en vervolgens op 25 april 1961 Prins Bernhard, zoals Oltmans in 1960 reeds aan een adviseur op het Witte Huis voor het buitenlandbeleid had voorgesteld.

Vanaf juni 1961 voerde Prins Bernhard namens Nederland geheim overleg met de Verenigde Staten over de kwestie.

### 1962 - 1964
Begin 1962 rezen er verdere spanningen tussen Nederland en Indonesië toen er op Nieuw-Guinea schermutselingen plaatsvonden tussen Nederlandse militairen en Indonesische infiltranten, waarbij escalatie tot een oorlog dreigde. Het in april 1961 gestart geheim overleg met de Verenigde Staten leidde echter ertoe dat op 20 maart 1962 in huize Huntlands te Middleburg, Virginia, de delegaties van Nederland en Indonesië onder leiding van een Amerikaanse diplomaat aan de onderhandelingstafel schoven. Op 15 augustus 1962 werd het bereikt akkoord over Nieuw-Guinea in de zaal voor de Veiligheidsraad van de Verenigde Naties in New York getekend. Volgens Oltmans was dit resultaat voor een belangrijk deel te danken aan Prins Bernhard. In datzelfde jaar voorspelde hij dat er in Indonesiê signalen waren voor een mogelijke militaire staatsgreep.
Na de moord op de Amerikaanse president Kennedy in november 1963 bleek dat de Verenigde Staten onder diens opvolger Lyndon B. Johnson zo nodig met militair optreden wilden trachtten te voorkomen dat Zuidoost-Azië  "in de handen van het communisme" zou vallen. Reeds onder Kennedy was er een toenemend aantal "militaire adviseurs" naar Zuid-Vietnam gestuurd, waarna in 1964 onder Johnson directe bemoeienis volgde en er openlijk werd gesproken over wat de Vietnamoorlog zou gaan heten. Volgens Oltmans hielden de daaropvolgende gebeurtenissen in Indonesië daarmee verband: de Amerikanen wilden tegen elke prijs voorkomen dat ook elders in Zuidoost-Azië communisten de overhand zouden krijgen.

### 1970
Op 19 juni 1970 reisde Oltmans samen met Dewi Soekarno naar Jakarta voor een bezoek aan de zieke Soekarno. Bij hun overstap in Bangkok op een toestel van Japan Airlines naar Jakarta werd hem de toegang ontzegd, op aanwijzing van de Indonesische militaire attaché van de Indonesische ambassade in Thailand. Soekarno overleed op 21 juni 1970 te Jakarta. Inmiddels was Soeharto in maart 1967 benoemd tot waarnemend president en in maart 1968 definitief tot president. Pas in 1994 kreeg Oltmans de gelegenheid het graf van Soekarno bezoeken in Blitar in Oost-Java.

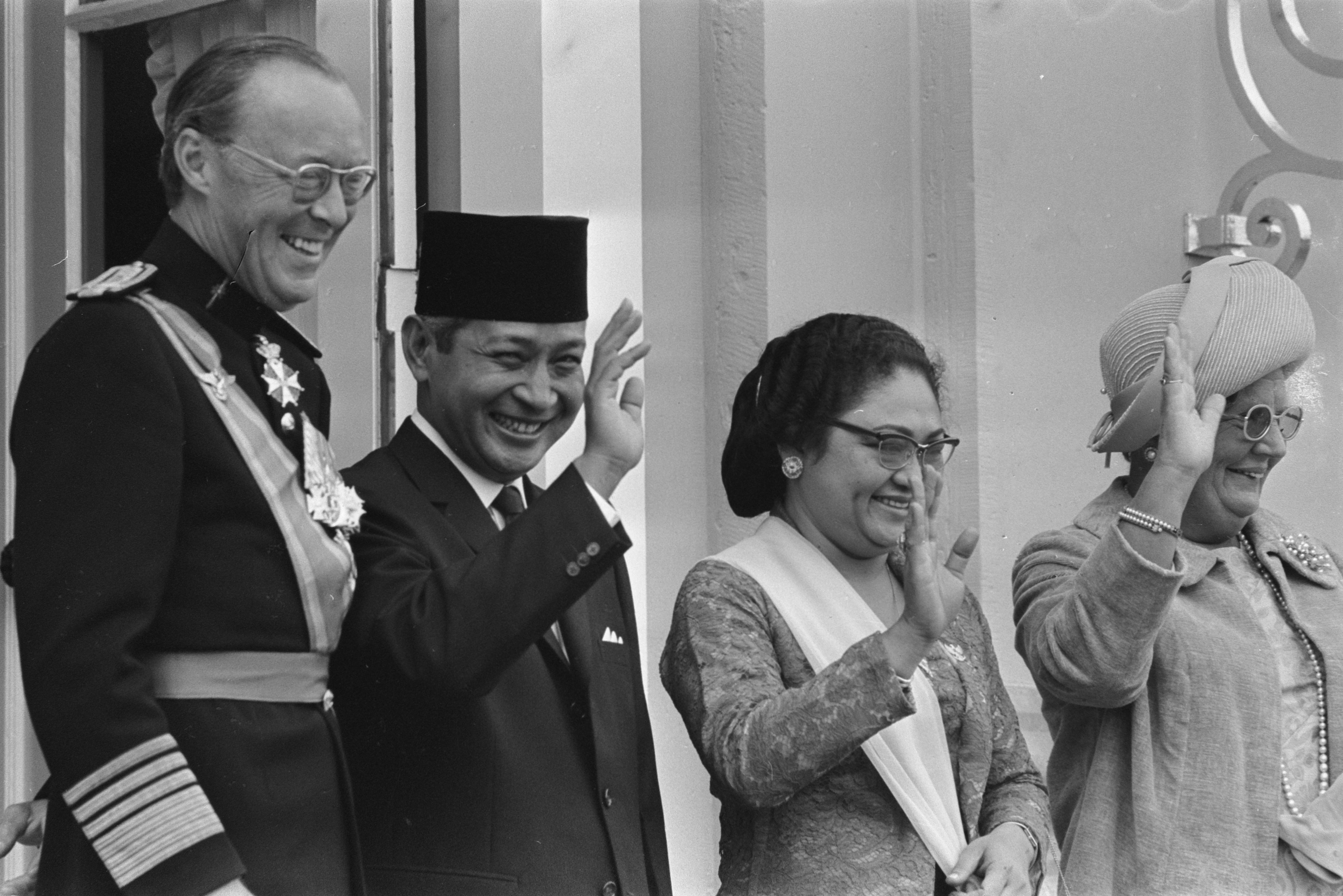
Prins Bernhard, President Soeharto met echtgenote en koningin Juliana

## Epiloog
Na een betrekkelijk korte beschrijving van de gebeurtenissen in 1966-1970 sluit het boek af met een epiloog getiteld Slot: Amsterdam (1995). Daarin gaat Oltmans in op het aangekondigd staatsbezoek van koningin Beatrix aan Indonesië in augustus 1995, waartegen hij zijn bezwaren zou uiteenzetten in de brochure Bon voyage, majesteit! die kort verscheen voor het boek en dat staatsbezoek, waarbij Oltmans niet aanwezig kon zijn doordat hem een visum werd geweigerd.

## Reacties op het boek
Bij het verschijnen van het boek, 40 jaar na het uitroepen van de Republiek Indonesia, werd er in Nederland weinig geëmotioneerd en vooringenomen gereageerd. Na het verstrijken van enkele decennia leek er meer objectieve belangstelling te zijn voor Soekarno als leider van de Indonesische onafhankelijkheidsstrijd. Voorheen was Soekarno afgeschilderd als een onbetrouwbare schurk en als collaborateur tijdens de Japanse bezetting van Nederlands-Indië. Er was ook kritiek op het boek: filmer Frans Glissenaar stelde in de Volkskrant dat Oltmans van Soekarno ‘een heilige’ trachtte te maken. Bij het verschijnen van het boek schreef Oltmans zelf een artikel voor weekblad De Tijd, waarin hij Soekarno beschreef als een aimabele man, in schril contrast tot diens opvolger Soeharto, die Oltmans verantwoordelijk hield voor de massaslachting in Indonesië na de coup in oktober 1965 en later herhaaldelijk zou betitelen als "de Pol Pot van Indonesië", zowel in een stuk in De Volkskrant als in zijn eveneens in 1995 verschenen brochures Bon voyage, majesteit! en Welkom thuis, majesteit!.

## Uitgesteld staatsbezoek
Tijdens zijn leven was het onder het premierschap van Willem Drees sr. en het ministerschap van Joseph Luns aan Soekarno nimmer gegund Nederland te bezoeken. Dit ofschoon een bezoek in het kader van de nieuwe betrekkingen met de vroegere kolonisator zijn grootste wens was geweest, en een voet op Nederlandse bodem door het eerste Indonesisch staatshoofd een sterke symbolische betekenis zou hebben gehad. In tegenstelling tot Mohammed Hatta, Ali Sastroamidjojo, Raden Mas Sartono en andere leiders uit de onafhankelijkheidsstrijd was hij nooit in Nederland geweest; sinds de soevereiniteitsoverdracht op 27 december 1949, waarvan van Nederlandse zijde de onvermijdelijkheid werd ingezien na 4 jaar militaire strijd en politieke onderhandelingen, weigerde Nederland ook lange tijd halsstarrig de datum van de onafhankelijkheid van Indonesië na 300 jaar Nederlandse koloniale bezetting te erkennen (17 augustus 1945), de datum van het uitroepen van de Republiek Indonesië: die zou pas na een halve eeuw in 2010 worden erkend. In 1956 waren Italië en West-Duitsland de eerste Europese staten die bereid waren hem te ontvangen, waarbij Oltmans aanwezig was en hun vriendschap ontstond.
Dit bleek een groot ongenoegen voor Joseph Luns, die zich een rabiaat tegenstander betoonde van elk contact met Soekarno en lange tijd een constante factor bleef in het Nederlands buitenlands beleid. In 1952 was Luns als zogeheten minister zonder portefeuille lid van het kabinet geworden, en vervolgens aangebleven als minister van buitenlandse zaken onder de kabinetten Drees III (1956/´58) en Beel II (1958/´59) en de daaropvolgende kabinetten De Quay (1959/´63), Marijnen (1963/´65), Cals (1965/´66), Zijlstra (1966/´67) en Kabinet-De Jong De Jong (1967/´71).
Na de overdracht van Nieuw-Guinea herhaalde Soekarno in januari 1963 tegenover de Nederlandse journalist Hans Martinot zijn wens de betrekkingen met Nederland te herstellen en een staatsbezoek te willen brengen. In 1964 mocht wel de Indonesische minister van Buitenlandse Zaken Soebandrio een officieel bezoek aan Den Haag brengen.

## Chaos in Indonesië(1999)
Vier jaar na dit boek schreef Oltmans een brochure over de ontwikkelingen in Indonesië na Soekarno, getiteld Chaos in Indonesië (1999). Daarin ging hij tevens in op de kwestie rond Oost-Timor en grijpt hij wederom terug op zijn gekoesterde vriendschap met Soekarno en de kennis die hij daardoor opdeed van land en volk en de politieke verhoudingen in de voormalige Nederlandse kolonie.

## Bezoeken koningin Juliana, koningin Beatrix en koning Willem-Alexander
Pas nadat Soekarno aan de kant was gezet bij de bloedige Indonesische generaalscoup (Kudeta) van 1965 betoonde de Nederlandse regering zich bereid het nieuwe waarnemend staatshoofd Soeharto te ontvangen. Kort daarop volgde de uitnodiging voor een tegenbezoek.

### 1971
Toen Soekarno in 1970 was overleden en in 1971 Luns van het Haags politiek toneel verdween (hij werd in dat jaar secretaris-generaal van de NAVO in Brussel), kwam een staatsbezoek van koningin Juliana aan het nieuwe staatshoofd Soeharto aan de orde. Na Soekarno die zich vergeefs op Nederland gericht had zou het volgens Oltmans diens opvolgers onverschillig laten zijn of Nederland nog enige rol van betekenis in Indonesië zou spelen.
In het boek gaat Oltmans ook in op de bezwaren van een groep Nederlanders die zich op 22 juni 1971 in een brief bij koningin Juliana aandrong wegens de mensenrechtensituatie onder het Soeharto-regime af te zien van haar voorgenomen staatsbezoek aan Indonesië. Tot de ondertekenaars daarvan behoorden naast Oltmans zelf onder meer de politici Harry van den Bergh en Hans Kombrink (beiden PvdA), de theoloog M.H. Bolkestein, uitgever Rob van Gennep, de filosoof Jan Kassies, pastor Jan van Kilsdonk, journalist Wim Klinkenberg, kunstenaar Constant Nieuwenhuys, historica Annie Romein-Verschoor, publicist en anti-apartheidsactivist Karel Roskam, hervormd predikant Krijn Strijd, schrijver Victor van Vriesland en Azië-kenner Wim Wertheim.
Dat eerste staatsbezoek zou in 1971 ondanks deze protesten doorgang vinden. In juni 1982 vond een tweede, doch ditmaal informeel bezoek plaats van de inmiddels afgetreden koningin Juliana.

### 1995
In 1995, het jaar dat Oltmans´ boek over Soekarno uitkwam, bracht ook Juliana´s opvolgster koningin Beatrix een staatsbezoek aan Indonesië. Dat bezoek vond plaats ter gelegenheid van de viering van het 50-jarig bestaan van de republiek. Voorafgaand hieraan publiceerde Oltmans de brochure Bon voyage, majesteit!. Daarin plaatste hij kritische kanttekeningen bij dat door hem op dat moment in verband met de mensenrechtensituatie nog steeds niet opportuun geacht bezoek, en na terugkeer de als vervolg daarop bedoelde brochure Welkom thuis, majesteit!. Oltmans had zelf de eerste vier maanden van 1995 in het land doorgebracht om er de laatste hand te leggen aan het manuscript van het boek. Daarbij had hij vastgesteld dat het moment voor dat bezoek zijns inziens allerminst opportuun was.

### 2020
In maart 2020 - 50 jaar na het overlijden van Soekarno, 25 jaar na het verschijnen van Oltmans´ boek en 16 jaar na het overlijden van Oltmans zelf - brachten koning Willem-Alexander en koningin Máxima eveneens een bezoek aan het land. Tijdens dit bezoek uitte de koning (nogmaals) spijt en excuses voor geweldsontsporingen tijdens het koloniale verleden van Nederland in Indonesië, zoals eerder, in 2013, de Nederlandse ambassadeur eveneens had gedaan.
Het boek over Soekarno werd door Oltmans opgedragen aan de acht kinderen van "Bung Karno", onder wie zijn dochter Karina, die in 1967 in Japan in ballingschap was geboren en haar vader nooit heeft gekend.

## Bijlagen
Het boek bevat meerdere bijlagen: 
- een open brief van Soekarno´s weduwe Dewi Soekarno aan de latere Indonesische president generaal Soeharto
- de brief van Willem Oltmans en 20 andere ondertekenaars aan de Nederlandse koningin Juliana van 22 juni 1971 in verband met haar staatsbezoek aan Indonesië
- een brief van Pamoe Rahardjo uit 1994 aan Oltmans in verband met haar staatsbezoek van koningin Beatrix aan Indonesië
- een brief van de Indonesische ambassade uit augustus 1995 met de weigering Oltmans een visum te verstrekken

## Varia
- In het boek wordt de naam van Soekarno geschreven volgens de na zijn overlijden in 1972 ingevoerde Moderne Indonesische Spelling als Sukarno. Daarbij werd de uit de Nederlandse taal afkomstige oe afgeschaft.
- In het Engels verscheen in 1965 een -terloops door Oltmans zelf ook aangehaald en bekritiseerd- boek over Soekarno van de Amerikaanse journaliste Cindy Heller Adams gepubliceerd met de titel Sukarno - an autobiography, as told to Cindy Adams. De Nederlandse vertaling daarvan kwam in 1967 onder de titel Sukarno - een autobiografie opgetekend door Cindy Adams. In 1980 verscheen van haar Sukarno, my friend.

## Vertalingen
- Bung Karno sahabatku, Pustaka Sinar Harapan, Jakarta, 2001